# Zsolt Láng
Zsolt Láng (n. 1958) este un scriitor maghiar nǎscut la Satu Mare.
1. ↑  CONOR.SI[*] Verificați valoarea |titlelink= (ajutor)